# Víctor Benítez
Víctor Benítez Morales (Lima, 1935. október 30. – 2022. július 11.) válogatott perui labdarúgó, középpályás.

## Pályafutása

### Klubcsapatban
1954 és 1959 között az Alianza Lima, 1960 és 1962 között az argentin Boca Juniors labdarúgója volt. 1962 és 1970 között Olaszországban játszott. 1962–63-ban az AC Milan, 1963–64-ben a Messina, 1964–65-ben ismét az AC Milan, 1965–66-ban az AS Roma, 1966–67-ben a Venezia, 1967–68-ban az Internazionale, 1968 és 1970 között újra az AS Roma játékosa volt. Tagja volt az 1962–63-as idényben BEK-győztes AC Milan csapatának. Pályafutását 1971–72-ben a Sporting Cristal csapatában fejezte be.

### A válogatottban
1957 és 1959 között 11 alkalommal szerepelt a perui válogatottban. Tagja volt az 1957-es és az 1959-es Copa Amércián negyedik helyezett csapatnak.

## Sikerei, díjai
Alianza Lima
- Perui bajnokság
  - bajnok (2): 1954, 1955

 Boca Juniors
- Argentin bajnokság
  - bajnok: 1962

 AC Milan
- Bajnokcsapatok Európa-kupája (BEK)
  - győztes: 1962–63

 AS Roma
- Olasz kupa (Coppa Italia)
  - győztes: 1969

 Sporting Cristal
- Perui bajnokság
  - bajnok: 1972